# Marian van Puyvelde
Maria Antoinetta (Marian) van Puyvelde-Burg, (Sint-Michielsgestel, 16 mei 1922 – Nieuw-Haamstede, 23 februari 2020) was een Nederlands schilder en beeldhouwer.

## Leven en werk
Marian Burg was een dochter van bouwkundig opzichter en architect Alphonsus Josephus Franciscus Burg en Mechelina Johanna Maria Aangenendt. Ze groeide op in en rond Zantvoort. Trouwde in 1945 in 's-Hertogenbosch met Armand Aloys van Puyvelde (1918-1993). Hij was assistent-chirurg in het Bossche ziekenhuis Johannes de Deo. Het gezin verhuisde eind jaren 40 naar Rotterdam, waar hij als chirurg en als directeur was verbonden aan het Sint Clara Ziekenhuis. Ze verhuisden later naar Zeeland.
Marian van Puyvelde was aanvankelijk actief als schilder, waarbij haar voorkeur uitging naar het schilderen van iconen. Ze heeft daarvoor in de jaren 70 lessen gevolgd bij Russische icoonrestaurateurs. Toen ze slechter ging zien, begon ze met boetseren. Als beeldhouwer maakte ze vooral mens- en dierfiguren. Ze werkte een tijdlang op het atelier van de Middelburgse beeldhouwer Peter de Jong en nam na zijn overlijden de werkplaats over.
Zowel met haar iconen als met haar beelden exposeerde Marian van Puyvelde vele malen in binnen- en buitenland. Eind jaren 90 stond ze met Anita Dekker en Etienne Vindevogel aan de wieg van het Beeldhouwatelier Arnestein (BAA) in Middelburg, waar ook andere beeldhouwers welkom zijn om van de faciliteiten gebruik te maken. Ze was lid van de werkgroep Kunstschouw Westerschouwen en toonde jaarlijks werk van haarzelf en anderen in haar beeldentuin in Nieuw-Haamstede.In 2000 studeerde ze af aan de Stedelijke akademie voor schone kunsten Eeklo in België.
De kunstenares was tot op hoge leeftijd actief, op 90-jarige leeftijd zei ze hierover: "In de praktijk krijg ik wel vaak te maken met betutteling hoor. De samenleving is er duidelijk op gericht mensen die wat ouder worden niet meer zo serieus te nemen en te gaan afschuiven. Maar ik werk door zolang het kan. Wat zou ik anders moeten doen?" Marian van Puyvelde overleed op 97-jarige leeftijd.

## Enkele werken
- 1994: De IJzerbroekwerker, Kerkpad (achter de H.H. Hubertus en Barbarakerk), Sint Hubert
- 2000: Gesprek aan het hek, Hoge Veer, Raamsdonksveer
- 2008: standbeeld van Pieter Mogge, Kerkplein, Zierikzee

## Foto's

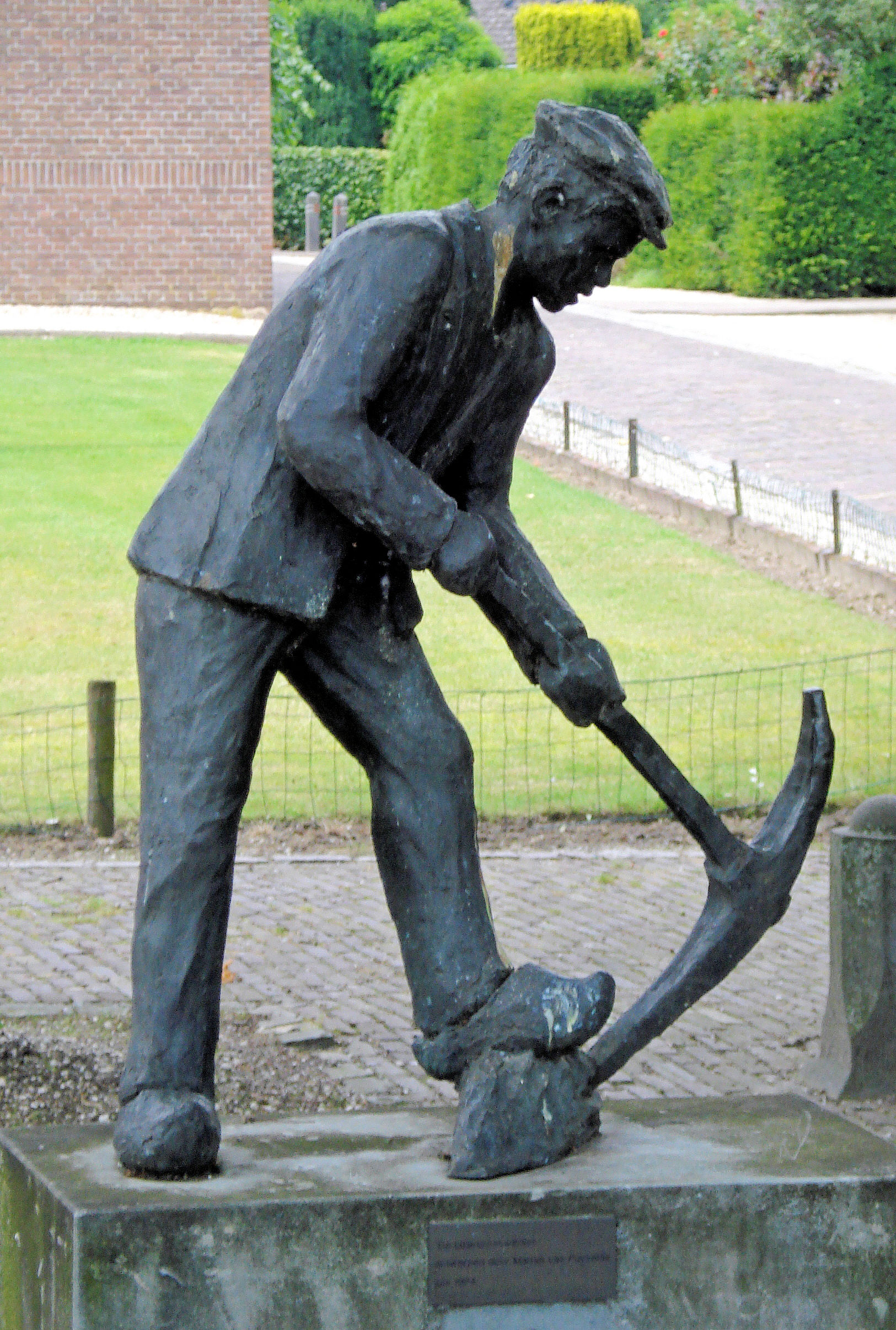
De IJzerbroekwerker (1994)
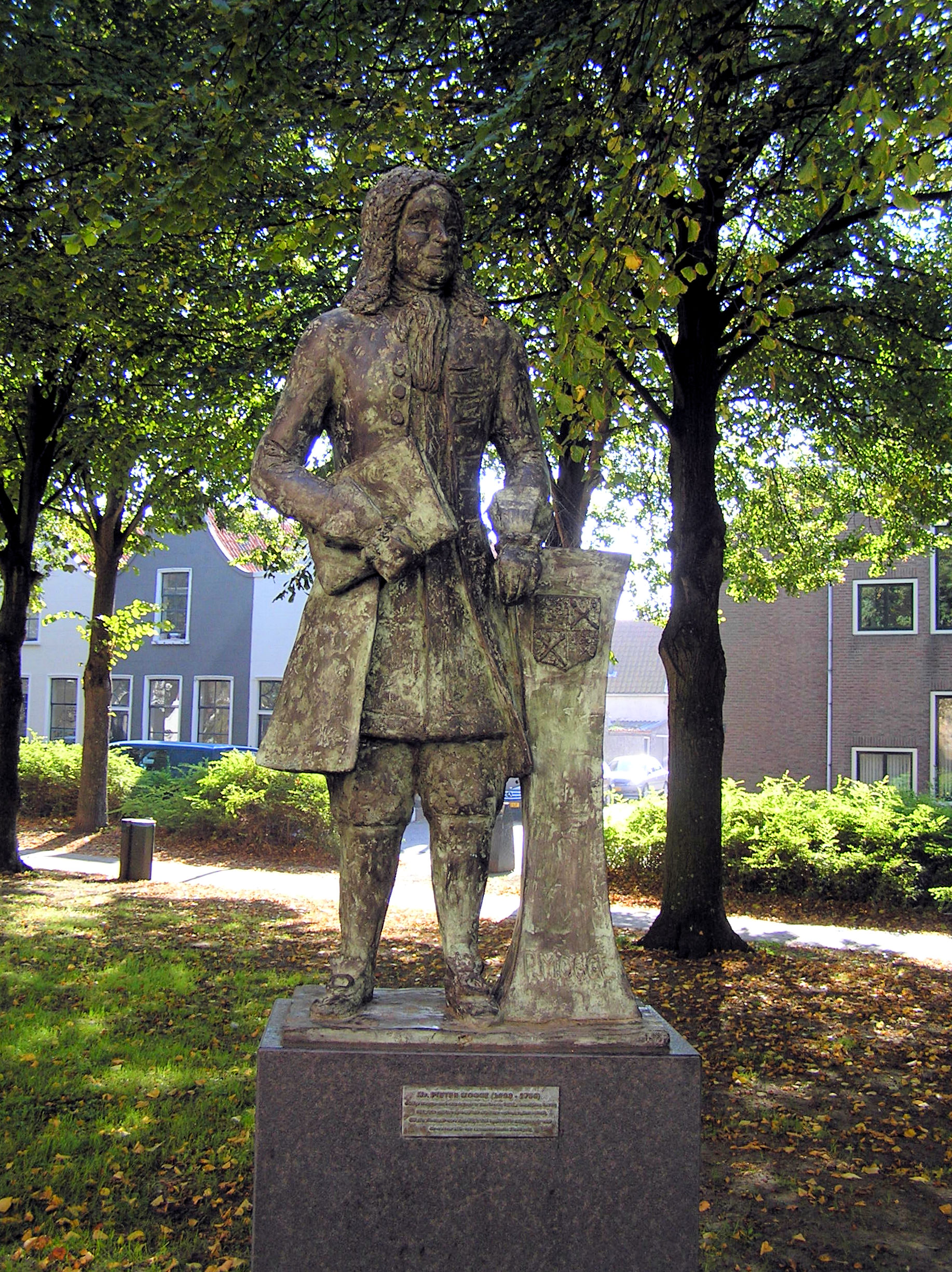
Pieter Mogge (2008)

- RKD-Nederlands Instituut voor Kunstgeschiedenis: 280391